# Cornétite
La cornétite est une espèce minérale composée de phosphate et d'hydroxyde de cuivre de formule:  Cu3(PO4)(OH)3 avec des traces de cobalt. Les cristaux peuvent atteindre 1 cm.

## Historique de la description et appellations

### Inventeur et étymologie
Décrite par Giuseppe Raimondo de Cesàro en 1912 c'est la description d'Henri Buttgenbach en 1916 qui fait référence, il  a dédié l'espèce au géologue belge Jules Cornet (1865-1929).

### Topotype
- Mine L'Étoile du Congo, près Élisabethville, Katanga, République démocratique du Congo.
- Les échantillons type sont déposés à l'Université de Liège, Belgique, N°9.130 et N°9.133

## Caractéristiques physico-chimiques

### Cristallographie
- Paramètres de la maille conventionnelle : {\displaystyle a} = 10,88 Å, {\displaystyle b} = 14,1 Å, {\displaystyle c} = 7,11 Å ; Z = 1 ; V = 1 090,73 Å3
- Densité calculée = 4,1 g cm−3
- Densité mesurée = 4,1 g cm−3

## Gîtologie et minéraux associés

### Gîtologie et minéraux associés
Minéral secondaire rare formée par l'érosion et l'oxydation prolongée des gisements de cuivre.
Minéraux souvent associés : atacamite, azurite, brochantite, chrysocolle, cuivre, libéthénite, malachite, hétérogénite (CoIIIOOH), pseudomalachite.

### Gisements producteurs de spécimens remarquables
- République démocratique du Congo

Mine L'Étoile du Congo, près Élisabethville, Katanga.
- Espagne

Minas de Rio Tinto, Nerva, Huelva, Andalousie